# Alaus samoensis
Alaus samoensis là một loài bọ cánh cứng trong họ Elateridae. Loài này được Van Zwaluwenburg miêu tả khoa học lần đầu tiên vào năm 1928.